# Medal Lotniczy (USA)
Air Medal (pol. Medal Lotniczy lub Medal Powietrzny) – amerykańskie odznaczenie wojskowe ustanowione w 1942, przyznawane członkom sił zbrojnych Stanów Zjednoczonych lub sojuszniczych za „chwalebny (zasłużony) wyczyn dokonany w trakcie lotu” (meritorious achievement while participating in aerial flight).
W hierarchii odznaczeń Air Medal znajduje się pomiędzy Medalem Departamentu Obrony za Chwalebną Służbę i Medalem za Chwalebną Służbę a Medalem za Osiągnięcie Lotnicze.
Medal został ustanowiony przez prezydenta Roosevelta, zgodnie z sugestią sekretarza wojny Henry'ego Stimsona, który uważał, że potrzebne było nowe odznaczenie dla osób, które wykazały się w szczególny sposób w czasie lotu, ale nie zasługiwały na Zaszczytny Krzyż Lotniczy, przyznawany za czyny bohaterskie.
Odznaczenie może być nadane wielokrotnie. Kolejne nadanie jest oznaczane poprzez nałożenie na wstążkę (oraz baretkę) brązowej odznaki w formie pęku liści dębowych (oak leaf cluster) w Siłach Lądowych i Powietrznych, lub złotej pięcioramiennej gwiazdki w Marynarce Wojennej, Piechocie Morskiej i Straży Wybrzeża USA. Pięć odznak brązowych lub gwiazdek złotych jest zastępowanych odznaką względnie gwiazdką srebrną. Ponadto w siłach lądowych, powietrznych, marynarce wojennej i piechocie morskiej za czyny waleczności odznaczenie może zostać nadane z "odznaką waleczności" w formie brązowej litery "V".